# Weranggere
Weranggere is een bestuurslaag in het regentschap Flores Timur van de provincie Oost-Nusa Tenggara, Indonesië. Weranggere telt 582 inwoners (volkstelling 2010).